# شركة مصفاة البترول الأردنية
مصفاة النفط الوحيدة في الأردن. تأسست عام 1956، وبدأ بناء معمل تكرير البترول عام 1957.

#### عن مصفاة البترول:
تعود فكرة انشاء مصفاة البترول الاردنية الى ما يزيد عن النصف قرن حين تبنتها وزارة الاقتصاد الوطني آنذاك و كان هناك اجماعاً على اهمية صناعة التكرير كمصدر طاقة رئيسي لمعظم الفعاليات الاقتصادية و كمساهم في رفع عائدات المملكة الأردنية الهاشمية.
و على الرغم من كونها المصفاة الوحيدة في الاردن، الا انها استطاعت ان تقوم بتزويد السوق المحلي بكافة احتياجاته من المشتقات النفطية المختلفة، و قد ادى انشاؤها الى وقف الاعتماد الكامل على استيراد المشتقات النفطية ذات الكلفة العالية، مما وفر مبالغ كبيرة من العملة الصعبة على الاقتصاد الوطني الاردني، و اتاح فرص العمل لآلاف المواطنين، و فتح الباب امام صناعات اخرى جديدة، و ساهم في دعم قطاعات اقتصادية هامة كقطاع الكهرباء و النقل و الصناعة و الانشاءات.
كما تعتبر المصفاة مصدراً للكفاءات و الكوادر المدربة في مجالات الاختصاص المختلفة، حيث قامت الشركة برفد العديد من مصافي الدول العربية بهذه الكفاءات. و شهد إنشاء الشركة عدة مراحل تأسيسية.

#### الرؤية
شركة رائدة و متنوعة الأنشطة في مجال الطاقة على المستوى الإقليمي, نابضة بالحيوية، متميزة بأدائها التنافسي و جودة منتجاتها و خدماتها.

#### المهام
سعياً منا للاستمرار في المساهمة بتقديم حياة أفضل للمجتمع، نقوم بترجمة رؤيتنا عن طريق تفعيل مهاراتنــا و العمل بنزاهة و شفافية، لترسيخ الأسس التالية:
- توسعة نطاق عملياتنا و تنويع نشاطاتنا عن طريق عقد اتفاقيات شراكه مع أطراف معروفة لزيادة القدرة التسويقية لمنتجاتنا إقليمياً.
- التركيز على الإبداع المستمر واعتماد التقنية المتطورة لرفع كفاءة الإنتاج وتعظيم الربحيــــــــة. السعي لصقل القدرات العلمية و الفنية لموظفينا و إتاحة فرص التدريب المتخصص لهم و توفير الحوافز و المكافآت من اجل انجاز الافضل.
- تلبية احتياجات المجتمع من منتجاتنا مع المحافظـــة على البيئــــــة والسلامة العامة في كل مرافق عملنا.
- تنمية استثمارات المساهمين.

## روابط خارجية
- موقع شركة مصفاة البترول الأردنية